# Most łyżwowy we Włocławku
Most łyżwowy we Włocławku – most łyżwowy na Wiśle we Włocławku, łączący niegdyś centrum miasta ze Szpetalem Dolnym. Spalony w 1914, odbudowany w 1915, ponownie zniszczony w 1920, odbudowany w 1922 i ostatecznie rozebrany w 1938 roku.

## Konstrukcja
Most miał konstrukcję metalowo-drewnianą. Jego długość wynosiła 637,48 metrów, szerokość – 6 metrów. Zbudowany był na 80 pontonach (łyżwach) (według innego źródła – na 82). Szkielet łyżew wykonany był ze stali kątowej i pokryty blachą stalową grubości 3,5 mm na bokach i 4,0 mm na dnie. Długość łyżew wynosiła 15,24 m, szerokość 3,81 m, głębokość 1 m. Jedna łyżwa miała ciężar 4586 kg i była zamknięta pokładem z desek. Nosy łyżew pokryte były blachą cynkową. Łyżwy związane były w 38 tafli mostowych (według innego źródła – 40). Na łyżwach spoczywało drewniane wiązanie pod drewniany pomost, o warstwie dolnej z bali 76 mm i górnej z desek 38 mm. Każda podpora złożona była z dwóch łyżew, ale przy otworze zwodzonym podpory tworzyły po 3 łyżwy z każdej strony. Wszystkie tafle łączyły się ze sobą za pomocą zasuw i utrzymywane były na miejscu za pomocą kotwic i łańcuchów. Po obu stronach mostu znajdowały się drewniane przyczółki.

## Historia

### Projekt

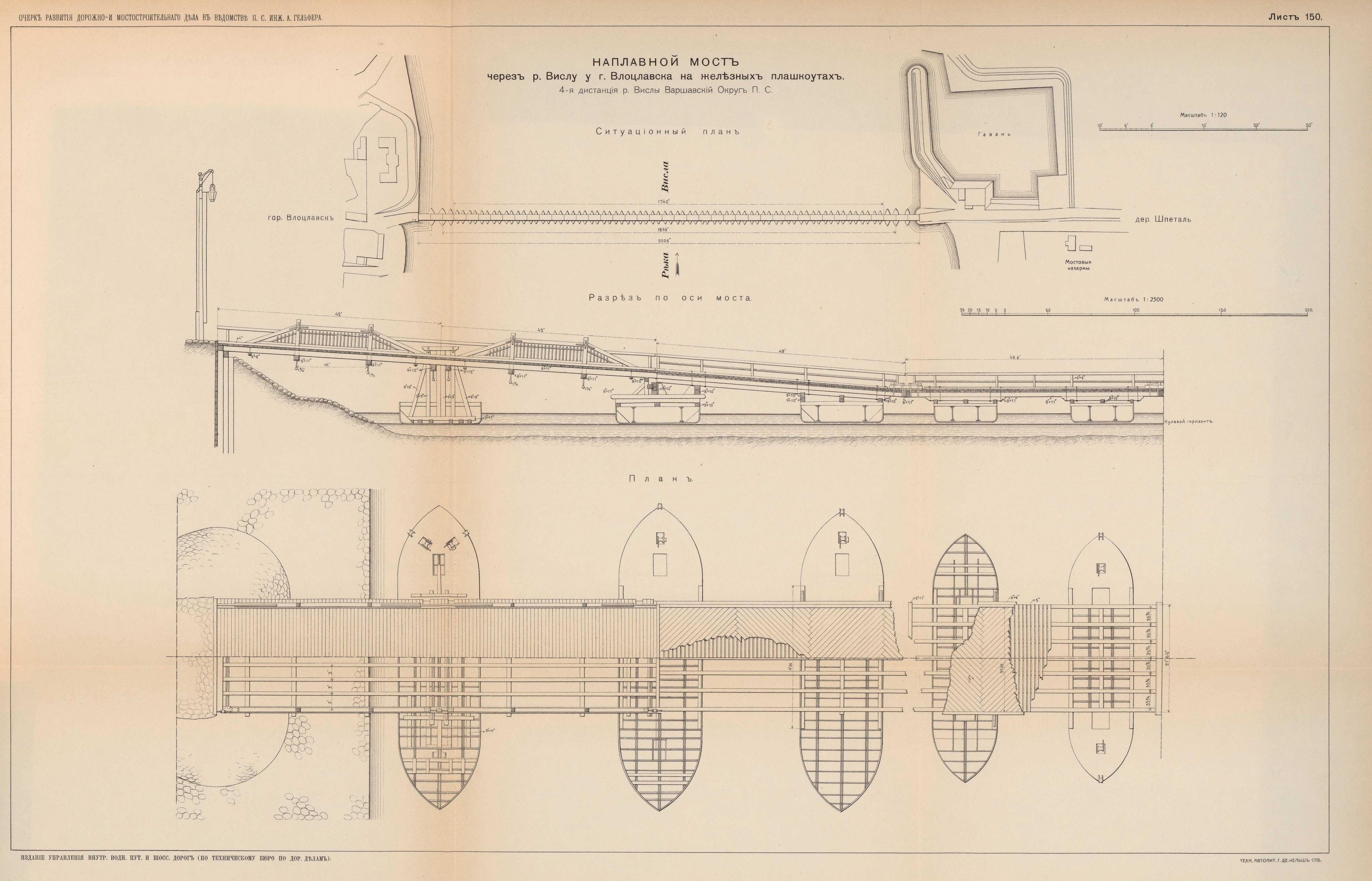
Most łyżwowy we Włocławku

Pierwsze starania związane z budową przeprawy na Wiśle zostały podjęte w połowie XIX wieku. Podnoszący się powoli z upadku Włocławek otoczony był wówczas lasami i nie miał możliwości sprowadzania żywności z wsi położonych na tym samym brzegu. Most miał zapewnić stały dopływ artykułów żywnościowych do miasta ze wsi znajdujących się na drugim brzegu Wisły. W związku z tym magistrat włocławski przedstawił 3 marca 1843 wniosek do Komisji Rządowej w Warszawie w sprawie budowy mostu. Wedle założeń most miał przypominać ten, który znajdował się w Toruniu. Projekt ten, choć przyjęty przez komisję, nie został ostatecznie wykonany.
W 1864 roku inspektor Zarządu Okręgu Komunikacji Grzegorz Czerniawski przygotował projekt mostu łyżwowego przez Wisłę we Włocławku wraz z regulacją rzeki w tym miejscu. Przewidywał on usypanie na prawym brzegu wału długości 138 m, szerokości w koronie 8,53 m i wysokości 3,66 m ponad zerem rzeki, a także – wyżej – tamy zabezpieczającej ten wał. W rezultacie zwęził koryto Wisły do szerokości ok. 640 m.

### Budowa
30 grudnia 1864 roku Naczelnik Królestwa Polskiego wydał pozytywną opinię w sprawie budowy mostu, stwierdzając, że nie zachodzi żadna przeszkoda natury wojskowej. Tego samego dnia powołano komitet techniczny budowy mostu. Środki na jego budowę pozyskano z pożyczki w Banku Polskim, która wynosiła 160 tys. rubli. Warunkiem pożyczki było powierzenie budowy fabrykom krajowym. W związku z tym budowę mostu władze powierzyły fabryce maszyn Andrzeja hr. Zamoyskiego w Warszawie i fabrykom żelaznym Adolfa barona Krugera w Porębie. Ostatecznie koszty budowy okazały się nieco niższe od zakładanych i wyniosły 152 tys. rubli.
Budowa mostu rozpoczęła się 17 marca 1865. Głównym konstruktorem był członek Zarządu Komunikacji Królestwa Polskiego, inż. Czerniawski. Kierownikiem budowy mostu został inżynier Antoni Teodor Ostaszewski. Uroczyste otwarcie i poświęcenie odbyło się 29 października. Uczestniczyli w nim m.in. biskup Jan Michał Marszewski i namiestnik Królestwa Polskiego hrabia Fiodor Berg.

### Eksploatacja
Początkowo większość dochodów z mostu szła na spłatę pożyczki, zaś nadwyżka przeznaczona była na wydatki związane z konserwacją i naprawą mostu oraz opłacaniem pracujących na nim ludzi. W 1871 dekretem cara most przeszedł pod kontrolę ministerstwa komunikacji, a reszta długu została spłacona z budżetu państwa. W latach 1871–1914 most generował dochody w wysokości 25 – 40 tys. rubli rocznie. Most otwierany był w godzinach 4.00-6.00 rano i 15.30-17.30 po południu. W okresie zimowym był rozbierany i przechowywany w specjalnie zbudowanej motławie (magazynie) poniżej mostu, na prawym brzegu Wisły, pomiędzy wyspą a brzegiem.
Most został zniszczony 2 sierpnia 1914, kiedy wycofujące się z Włocławka wojska rosyjskie podpaliły go. Okupujący w latach 1914–1918 Włocławek Niemcy zbudowali w 1915 nowy most, o konstrukcji identycznej z poprzednim. Ten most został z kolei zniszczony przez wojska polskie w 1920 na rozkaz pułkownika Wojciecha Gromczyńskiego za zgodą gen. Józefa Hallera, podczas najazdu bolszewickiego, by uniemożliwić przeprawę przez Wisłę oddziałom sowieckiego III Korpusu Kawalerii. Odbudowano go w 1922. Ostatecznej rozbiórki mostu dokonano w 1938, rok po zbudowaniu na Wiśle Mostu im. Edwarda Śmigłego-Rydza. Do dziś zachował się fragment ul. Gdańskiej, która prowadziła bezpośrednio na most.